# 玛丽亚·乌鲁蒂亚
玛丽亚·伊莎贝尔·乌鲁蒂亚·奥索罗（María Isabel Urrutia Ocoró，1965年3月25日—），哥伦比亚退役女子举重运动员，现任哥伦比亚众议院议员。
乌鲁蒂亚在2000年夏季奥林匹克运动会上夺得了女子75公斤级举重金牌，这是迄今为止哥伦比亚在历届奥运会上获得的第一枚金牌。